# Gogo (film, 2021)
Pour les articles homonymes, voir Gogo.
Pour plus de détails, voir Fiche technique et Distribution.
Gogo est un film documentaire français réalisé par Pascal Plisson, sorti en 2021.

## Synopsis
Gogo raconte l'histoire d'une femme kényane analphabète qui décide, à 94 ans de s'inscrire à l'école pour tenter de réussir son examen de fin de primaire. Mère de trois enfants et sage-femme depuis 75 ans, elle intègre l’école de Ndalat, un village voisin, avec six de ses arrière-petites-filles et des enfants qu'elle a fait naître,,.
Elle souhaite montrer qu'il n'y a pas d'âge pour apprendre et servir d'exemple pour les jeunes, elle qui n'a pas pu bénéficier de l'enseignement quand elle était petite et dont les arrière-petites-filles n’étaient pas scolarisées.

## Fiche technique
- Titre : Gogo
- Réalisateur : Pascal Plisson
- Scénario : Patrick Pessis et Lætitia Kugler
- Musique : Laurent Ferlet
- Photographie : Michel Benjamin, Simon Watel
- Son : Kevin Bally
- Montage : Erika Barroche
- Société de production et de diffusion : Ladybirds Cinéma
- Durée : 87 minutes
- Date de sortie : 13 janvier 2015

## Distinctions
- 2020 : sélectionné au Festival 2 Valenciennes - Valenciennes (France)[5]
- 2020 : mention spéciale au Shanghai International Film Festival - Shanghaï (Chine)[6]